# Polykystose rénale
 Mise en garde médicale
La polykystose rénale  est une maladie génétique qui se traduit par la formation de nombreux kystes dans les reins .

## Types
Il existe deux types de polykystose rénale autosomique dominante  et de polykystose rénale autosomique récessive 

## Symptômes
Kystes peuvent se former avant la naissance, pendant l'enfance ou à l'âge adulte. Lorsque les kystes se développent avant la naissance , un retard de croissance ou des problèmes respiratoires peuvent survenir. Sinon, les symptômes peuvent inclure des douleurs au flanc, du sang dans les urines et des maux de tête . Les complications peuvent inclure une insuffisance rénale, une hypertension artérielle, des kystes hépatiques, un anévrisme aortique et un anévrisme cérébral .

## Cause
Il survient à la suite d'une mutation génétique . Généralement, cela est hérité des parents d'une personne, bien que cela puisse rarement se produire spontanément au cours du développement précoce . Les kystes se forment à partir de tubules non fonctionnels dans lesquels du liquide est pompé.

## Diagnostic
Le diagnostic peut être confirmé par imagerie médicale ou test génétique ,.

## Traitement
Il n'existe pas de traitement curatif. Le traitement peut inclure des changements de mode de vie et des médicaments pour réduire la tension artérielle, tels que les inhibiteurs de l'ECA. L'insuffisance rénale peut être prise en charge par dialyse ou transplantation rénale.

## Pronostic
Environ 30 % des personnes atteintes d'ARPKD meurent dans les premières semaines de leur vie. Plus de la moitié des personnes atteintes d'ADPKD développent une insuffisance rénale avant l'âge de 70 ans,.

## Fréquence
La PKD touche environ un demi-million de personnes aux États-Unis. ADPKD affecte environ 1 personne sur 700 et ARPKD affecte environ 1 enfant sur 20 000. Les mâles et les femelles sont affectés également fréquemment. La condition a été décrite la première fois aux 16èmes et 17èmes siècles.